# Греждана
Греждана (рум. Grăjdana) — село у повіті Бузеу в Румунії. Входить до складу комуни Тісеу.
Село розташоване на відстані 95 км на північний схід від Бухареста, 16 км на північний захід від Бузеу, 112 км на захід від Галаца, 93 км на південний схід від Брашова.

## Населення
За даними перепису населення 2002 року у селі проживали 1013 осіб, усі — румуни. Усі жителі села рідною мовою назвали румунську.